# 綱 (分類学)
綱（こう、英: class、羅: classis）は、生物の分類における階級のひとつで、その階級に含まれるそれぞれのタクソンも綱と呼ぶ。門と目の間に位置し、綱の下に亜綱（あこう、英: subclass、羅: subclassis）をおく場合もある。

## 位置
綱は、基本的な分類階層（界・門・綱・目・科・属・種）の1つである。これらのうち、綱・目・属・種の4つは、リンネが『自然の体系』初版で使ったものである。
以上で足りないときは、門と綱の間に亜門、綱と目の間に亜綱を置く。それでも足りなければ、（門・亜門）・下門・上綱（じょうこう、英: superclass）・（綱・亜綱）・下綱（かこう、英: infraclass）・準綱（じゅんこう、英: subterclass）または小綱（しょうこう、英: parvclass）・上団・団・亜団・上区・区・亜区・大目・上目・（目）などを必要に応じて付け加える。

## 命名法
綱・亜綱に対する命名法は一般にあまり強く規制されていない。国際藻類・菌類・植物命名規約、国際動物命名規約、国際細菌命名規約のいずれでも、優先権を必ずしも守る必要がなく、タイプの名前を元にして作る必要もない。国際藻類・菌類・植物命名規約では、綱や亜綱をタイプの名前を元にして命名する場合には語尾を統一することが規定されているが、説明的な名前の場合にはその必要はない。なお、植物学では上綱・下綱はほとんど使われない。国際動物命名規約には統一語尾の規定は存在しないが、原生動物などでは独自の統一語尾を使う慣行がある。細菌や動物の場合の語尾は‐a、‐iが多い。
| 階級 | 陸上植物 | 藻類      | 菌類       | 細菌 | 動物 | ウイルス     | サテライト        | ウイロイド      | viriform          |
| ---- | -------- | --------- | ---------- | ---- | ---- | ------------ | ----------------- | --------------- | ----------------- |
| 綱   | -opsida  | -phyceae  | -mycetes   |      |      | ‑viricetes   | ‑satelliticetes   | ‑viroidicetes   | ‑viriformicetes   |
| 亜綱 | -idae    | -phycidae | -mycetidae |      |      | ‑viricetidae | ‑satelliticetidae | ‑viroidicetidae | ‑viriformicetidae |

## 歴史
classis（綱）が分類階級の名前として登場するのは、フランスの植物学者トゥルヌフォールの1694年の著作Elements de botaniqueが最初である。それまではgenus summum（最高位の属）と呼ばれていた。その後、リンネはSystema Naturae『自然の体系』の第1版（1735年）で動物・植物・鉱物の3界全てで綱という階級を使っている。19世紀に門 (phylum, divisio) という階級が使われるようになるまでは、生物の最上位の分類階級は綱だった。界が分類階級と見なされるようになるのはさらに後のことである。

### 動物分類学
リンネの分類（Systema Naturae第10版、1758年）では、哺乳綱 (Mammalia)、鳥綱 (Aves)、両生綱 (Amphibia)、魚綱 (Pisces)、昆虫綱 (Insecta)、蠕虫綱 (Vermes) の6綱に分類された。最初の4つは、アリストテレス以来の伝統的な有血動物4群にほぼそのまま対応し、後の2つは無血動物を今で言う節足動物とそれ以外とに分けたものである。このうち、哺乳綱、鳥綱、両生綱、昆虫綱は現在でも使われ、魚綱（現在は魚上綱とするのが普通）も非系統的な分類ではよく使われる。なお爬虫類はこの時は両生綱に含められていた。哺乳綱は第1版では四肢綱 (Quadrupedia) と呼ばれていたが、学名の起点以前の語であるため現在では使われない。
その後18世紀末から19世紀初頭にかけて、フランスのパリ植物園（当時すでに自然科学一般を扱っていた）のラマルクおよびキュヴィエによって細分化が進められた。ラマルクは有血動物・無血動物を脊椎動物・無脊椎動物と改めた上で、無脊椎動物を最終的には12綱に分類した。キュヴィエは綱の上位のグループとして'embranchement'（「分岐」）を設定し、無脊椎動物を3グループ15綱に分類している。この'embranchement'は後に門と呼ばれる階級の先駆である。

### 植物分類学
一方リンネは植物を、単雄蕊綱 (Monandria)、二雄蕊綱 (Diandria) など、雄蕊の数や長さで24綱に分類した。これらは、1694年にカメラリウスが植物にも動物と同様の性が存在することを証明し、それをヴァイアンが1718年の『花の構造』という著作で広めたことが影響している。現在一般に普及している植物の分類体系（新エングラー体系）では、例えば双子葉植物綱 (Dicotyledoneae)、単子葉植物綱 (Monocotyledoneae) といった綱がある。この双子葉・単子葉という分類方法は実はリンネよりも古く、1704年にイギリスのジョン・レイが考案している。しかし『花の構造』の影響を強く受けたリンネは、子葉などではなく雄蕊や雌蕊こそが自然の体系を反映すると考えこの分類体系を組み立てた。このリンネの植物分類体系は便利だったため広く普及し江戸時代の日本にまで伝えられたほどだが、19世紀半ば以降は全く使われていない。